# Thần khúc

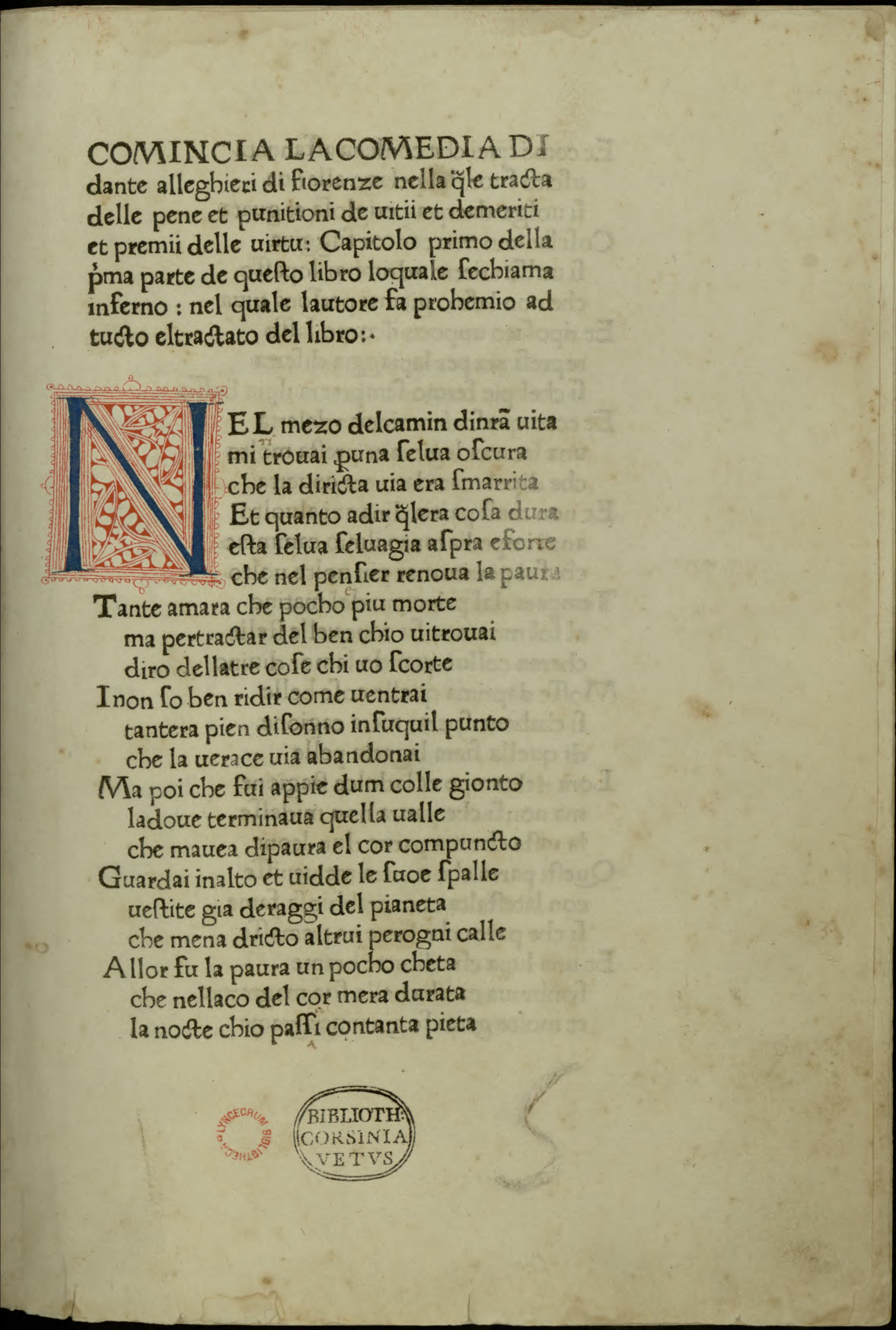
Comencia la Comedia, 1472

Thần khúc (tiếng Ý: Divina Commedia [diˈviːna komˈmɛːdja], nghĩa đen: "Vở kịch Thần thánh") là một trường ca của nhà thơ Ý thời Trung cổ Dante Alighieri (1265-1321), là một trong số những nhà thơ kiệt xuất nhất của nước Ý và thế giới. Tác phẩm được sáng tác trong thời gian Dante bị trục xuất khỏi quê hương Florence, từ khoảng năm 1308 đến 1320, một năm trước khi ông mất vào năm 1321, được chia làm ba phần: Hỏa ngục (Inferno), Luyện ngục (Purgatorio) và Thiên đường (Paradiso). Tác phẩm được xếp vào hàng những bản trường ca ưu việt của nền văn học Ý và vĩ đại nhất của thế giới. Sức tưởng tượng và tính ẩn dụ về hình ảnh thế giới bên kia trong thế giới quan Thiên chúa giáo là đỉnh điểm sự phát triển nhãn quan về thế giới của Nhà thờ Thiên chúa giáo Tây Âu. Tác phẩm này cũng góp phần vào sự phát triển của thổ âm vùng Tuscany, trong vở kịch được sử dụng như ngôn ngữ Ý tiêu chuẩn.
Ở bề ngoài, tác phẩm kể lại chuyến đi của Dante qua Hoả ngục (Inferno), Luyện ngục (Purgatorio) và Thiên đường (Paradiso); nhưng ở một tầng sâu hơn, nó đại diện, một cách ngụ ngôn hoá, hành trình của linh hồn hướng về Thiên Chúa. Ở tầng nghĩa này, Dante được khắc hoạ dựa trên thần học và triết học Thiên Chúa giáo thời trung cổ, nổi bật trong đó là Triết học Thomas và Summa Theologica của Thomas Aquinas. Do đó, Thần khúc cũng được gọi là "phiên bản theo chương hồi của Summa" (""the Summa in verse"").
Tác phẩm ban đầu chỉ được đặt tên đơn giản là Comedìa, và từ Divina được thêm vào bởi Giovanni Boccaccio. Bản in đầu tiên được thêm từ divina vào tiêu đề là bản của triết gia chủ nghĩa nhân văn Phục hưng người Veneto Lodovico Dolce,, được xuất bản vào năm 1555 bởi Gabriele Giolito de' Ferrari.

## Tóm tắt nội dung

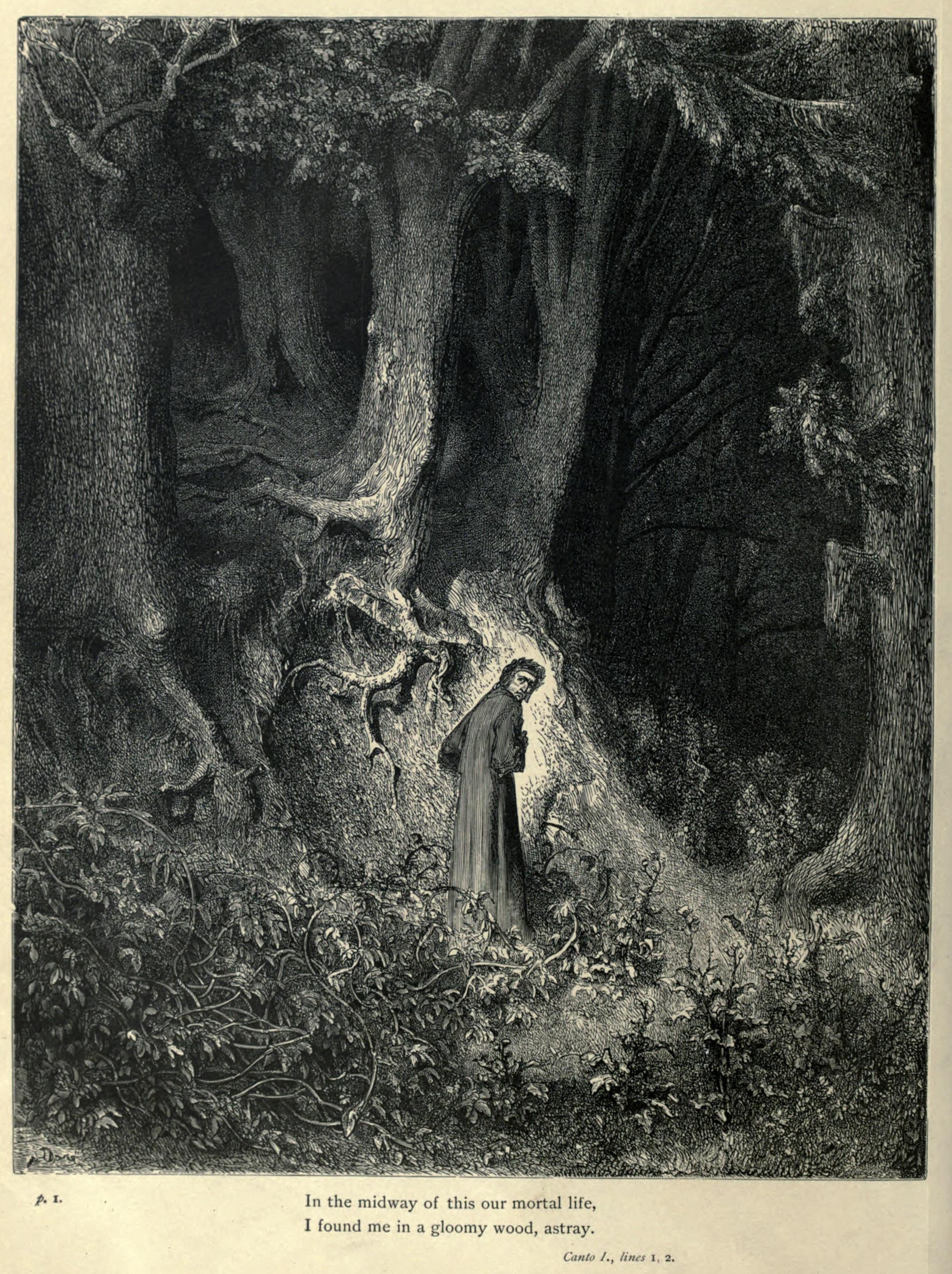
Tranh khắc gỗ của Gustave Doré mô tả một cảnh trong vở Thần khúc (1861–1868); khi Dante bị lạc tại Khổ 1 của phần Hỏa ngục.

Thần khúc gồm 100 khổ thơ với 14.226 câu thơ, được chia làm ba phần (tiếng Ý: cantiche) — Inferno (tức Hỏa ngục, hay Địa ngục), Purgatory (tức Luyện ngục), và Paradiso (Thiên đường) — mỗi phần gồm 33 khổ thơ (tiếng Ý: canti). Một khổ thơ đầu có vai trò giới thiệu toàn bộ bài thơ, và thường không được coi là thuộc về Phần 1, nâng tổng số lên 100 khổ thơ. Tuy nhiên, người ta thường chấp nhận rằng hai canti đầu tiên của sử thi có vai trò là đoạn mở đầu đơn nhất cho toàn bộ sử thi, và rằng hai canti mở đầu của mỗi cantica phục vụ như đoạn mở đầu của mỗi cụm ba cantica.
Con số 3 có vai trò quan trọng trong bài thơ này, được thể hiện bằng độ dài của mỗi cantica. Thêm vào đó, cách gieo vần được sử dụng, terza rima, gồm những câu thơ hendecasyllabic (câu thơ có mười một âm tiết), với các dòng được sáng tác theo từng đoạn thơ ba câu (tercet) theo phương thức gieo vần aba, bcb, cdc, ded...
Bài thơ được viết theo ngôi thứ nhất: tôi, kể lại cuộc du hành của Dante qua ba thế giới bên kia, diễn ra tại thời điểm Ba ngày lễ Phục sinh thiêng liêng mùa xuân năm 1300. Nhà thơ La Mã Virgil dẫn ông đi qua Hỏa Ngục và Luyện Ngục; trong khi nàng Beatrice, người phụ nữ mà Dante coi là lý tưởng, dẫn ông qua Thiên đường. Beatrice là người phụ nữ thành Florence, người mà ông biết đến từ thời thơ ấu, và mang lòng ái mộ, theo hình mẫu tình yêu thuần khiết thời thượng truyền thống, được tô điểm trong tác phẩm La Vita Nuova của ông.
Cấu trúc của ba cantica tuần theo một mô hình thần số học phổ biến với 9 cộng 1, cho tổng số là 10: 9 tầng vòm (circle) Hoả ngục, tiếp nối bởi Lucifer nằm ở tầng dưới cùng; 9 tầng (ring) của đỉnh Luyện ngục, tiếp nối bởi Vườn Địa đàng nằm trên đỉnh núi; và 9 tầng (celestial body) của Thiên đàng, tiếp nối bởi Thiên giới chứa đựng những tinh hoa của Thiên Chúa. Trong mỗi nhóm 9, có 7 yếu tố tương ứng với một phẩm chất đạo đức cụ thể, chia thành ba tiểu thể loại, trong khi 2 yếu tố khác đặc thù hơn được thêm vào thành chín. Ví dụ, trong Bảy tội lỗi chết người của Giáo hội Công giáo được làm sạch trong Luyện ngục có sự tham gia của các cõi đặc biệt cho những kẻ Sám hối Muộn màng (the Late-Repentant) và những kẻ bị vạ tuyên thông bởi nhà thờ. Bẩy tội lỗi cốt lõi trong Luyện ngục tương ứng với một phẩm chất đạo đức của sự lầm lạc về tình thương, chia thành ba nhóm tương ứng với tình thương cuồng si (Dâm dục, Tham ăn, Tham lam), tình thương thiếu thốn (Biếng nhác), và tình thương có ác tâm (Thù hằn, Đố kỵ, Kiêu ngạo).
Trong cuộc tranh giành ảnh hưởng chính trị tai miền Bắc Italy giữa hai nhà Guelph và Ghibelline khi đó, Dante thuộc về phe Guelph, ủng hộ Giáo hoàng, đối lại với Hoàng đế Đế quốc La Mã thần thánh. Nhà Guelph thành Florence phân tách thành các phe phái chống đối nhau vào khoảng năm 1300: phe Guelph Trắng, chống lại quyền lực thế tục của Giáo hoàng Boniface VIII, muốn duy trì nền độc lập xứ Florence, trong khi phe Guelph Đen, ủng hộ Giáo hoàng cai trị Florence. Dante thuộc về phe Guelph trắng, bị Huân tước - Thị trưởng Cante de' Gabrielli di Gubbio bắt đi đày biệt xứ năm 1302, sau khi quân đội của Charles, Bá tước xứ Valois tiến vào thành phố do được Giáo hoàng Boniface cầu viện và vì vốn là đồng minh với phe Đen. Giáo hoàng tuyên bố nếu ông quay trở lại thành phố ông sẽ bị thiêu sống trên giàn hỏa. Cuộc lưu đày kéo dài đến hết đời Dante, ghi dấu thấy ảnh hưởng của nó lên rất nhiều phần của vở kịch: từ lời tiên đoán về sự lưu đày Dante, cho đến nhãn quan chính trị của ông, và sự đọa đày vĩnh viễn trong địa ngục các kẻ thù với ông.
Từ cuối cùng của mỗi ba cantica là stelle ("những ngôi sao").

### Phần thứ nhất: Inferno (Hỏa ngục)

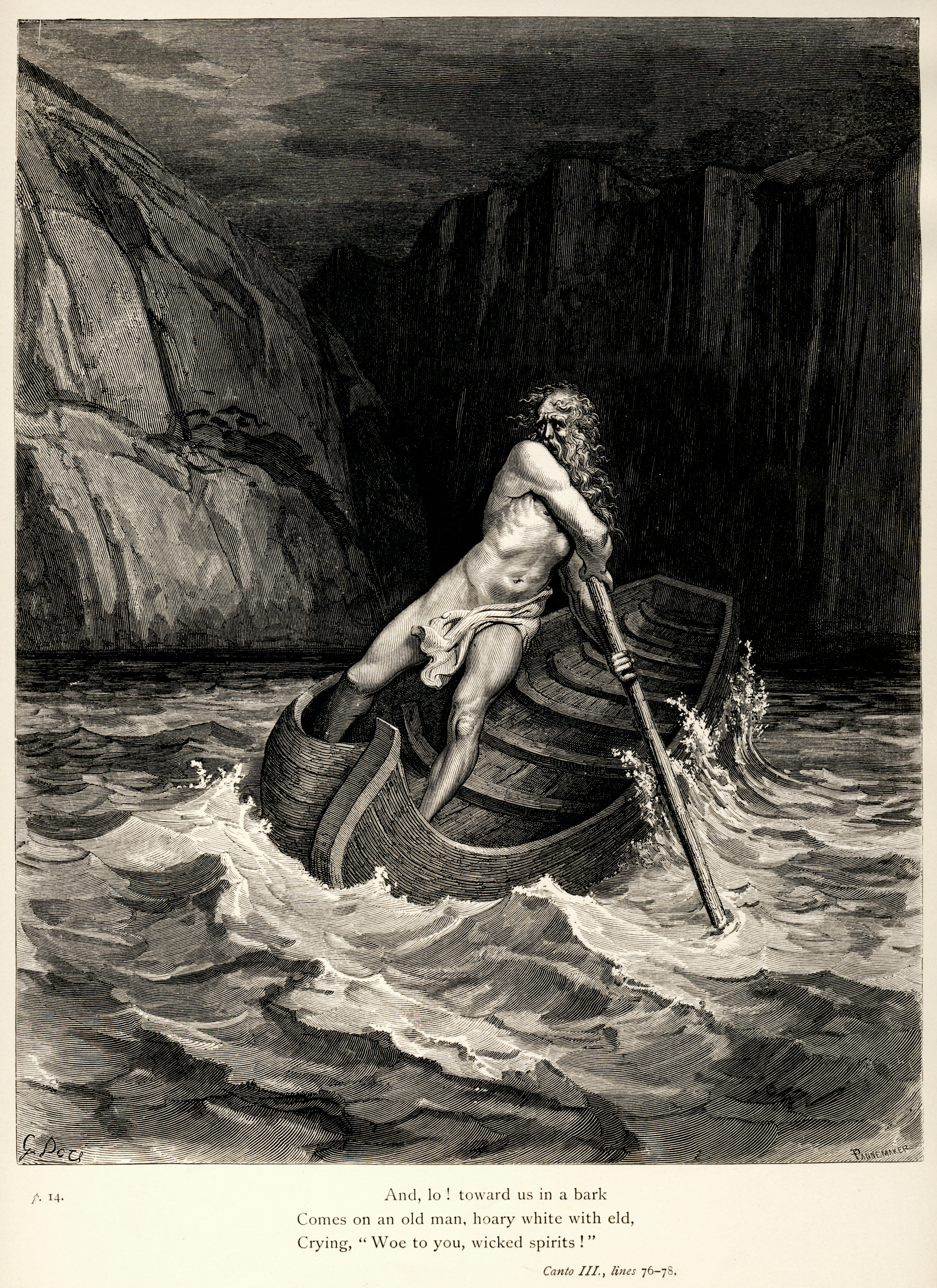
Tranh khắc gỗ của Gustave Doré: Charon, người lái đò huyền thoại, chuyên chở linh hồn sang thế giới bên kia, Khổ 3, Hỏa ngục

Bản trường ca bắt đầu vào đêm trước ngày lễ Thứ sáu tốt lành, 8 tháng 4 năm 1300, khi đó ông đã 35 tuổi, được nửa cuộc đời theo đức tin (Thánh ca 90:10), bị lạc trong một khu rừng tăm tối (có lẽ mang ý nghĩa ẩn dụ về toan tính tự vẫn), bị ba con mãnh thú tấn công: một con sư tử, một con báo, và một con sói cái — tượng trưng cho sự cám dỗ vào vòng tội lỗi). Ông hoảng sợ, nhưng không chạy trốn được, và cũng không tìm được một "con đường đúng đắn" (nguyên tác diritta via) - cũng có thể dịch là "con đường chính đáng" - về phía sự cứu rỗi (biểu trưng bởi hình tượng mặt trời phía sau ngọn núi). Ý thức được là ông đang tự đánh mất đi bản thân mình, và ông đang rơi vào "một nơi sâu thẳm" (nguyên tác basso loco), nơi mặt trời cũng câm lặng ('l sol tace), Dante may mắn được nhà thơ cổ La Mã Virgil, do nàng Beatrice từ Thiên đường phái xuống, cứu thoát, và hai người bắt đầu cuộc hành trình về thế giới bên kia. Tại Hỏa ngục, mỗi tội nghiệt phải chịu sự trừng trị tương ứng thích đáng, ví người bói toán phải đi ngược, bằng đầu họ, khiến họ không thể nhìn thấy gì ở phía trước, như họ đã làm trong suốt cuộc đời mình.
Dante bước qua cổng Địa ngục, trên đó có chạm hàng chữ, mà dòng thứ chín, cũng là dòng cuối cùng là "Lasciate ogne speranza, voi ch'intrate", hay "Đừng hy vọng gì nữa, một khi ngươi đã bước chân vào đây" Trước khi bước qua cửa Địa ngục, Dante và người dẫn đường của ông nhìn thấy những người Cơ hội, những người trong suốt cuộc đời mình không làm việc gì tốt, nhưng cũng không làm gì xấu (trong số đó, Dante nhận ra hoặc giáo hoàng Celestine V hay Pilate; khổ thơ không cho biết rõ). Lẫn vào với họ là những kẻ bị ruồng bỏ, là những thiên thần không tham gia vào Cuộc nổi loạn của các thiên thần. Những linh hồn này không ở trong, cũng không ở ngoài Địa ngục, họ phải ngụ tại bờ sông Acheron là con sông mà các linh hồn phải vượt qua trước khi tiến vào Địa ngục, chịu trừng phạt bằng việc phải đuổi theo một lá cờ, trong khi bản thân họ bị ong bắp cày đuổi theo đốt, cùng với giòi bọ và các loại côn trùng khác hút máu mủ, hình ảnh này tượng trưng cho sự châm đốt lương tâm và ghê tởm tội lỗi.
Tiếp đó Dante và Virgil dừng chân tại bên bờ sông Acheron, là nơi họ phải vượt sông trước khi tiến vào Địa ngục. Người lái đò là nhân vật huyền thoại Charon; ông ta không muốn chở Dante qua sông, vì Dante vẫn là người dương thế, nhưng nhà thơ Virgil buộc Charon phải đưa họ qua sông, bằng câu nói nổi tiếng Vuolsi così colà ove si puote (dựa vào thực tế là Dante đang thực hiện cuộc du hành trên vùng đất thiêng). Cuộc vượt sông không được kể lại, vì Dante bị ngất, và chỉ tỉnh lại khi họ đã cập bờ bên kia.

#### Các tầng địa ngục
Virgil dắt Dante qua chín tầng Địa ngục, là các vòm ngục đồng tâm, tượng trưng cho sự gia tăng của tội lỗi và sự đồi bại, với đỉnh điểm là trung tâm của Trái Đất, nơi mà quỷ Satan phải chịu xiềng xích. Tại mỗi tầng, những kẻ phạm tội bị trừng phạt bằng một hình thức tương ứng với tội lỗi của họ: mỗi người phải chịu đau khổ vì tội lỗi lớn nhất của mình. Những người phạm tội nhưng hối cải, cầu nguyện xin tha thứ trước khi chết sẽ được vào Luyện ngục – nơi họ lao công để chuộc tội của mình – nhưng không phải xuống Địa ngục. Những người phải xuống Địa ngục là những người tìm cách biện bác cho tội lỗi của mình và không chịu hối cải. Hơn thế nữa, những người ở Địa ngục vẫn có ý thức về quá khứ và tương lai, nhưng không nhận biết được hiện tại. Trong ý nghĩ của Dante, đó là sự đùa cợt tai ác với họ, vì đến thời khắc của Ngày phán xét cuối cùng, tức ngày tận thế; những người ở Địa ngục cũng sẽ không hề hay biết.
Nhà thơ đã gặp nhiều nhân vật cổ kim danh tiếng dưới Hỏa ngục, từ những vị Giáo hoàng can tội ăn cắp đồ lễ đến những kẻ tham nhũng; những cha cố, tu sĩ dâm ô, hư hỏng; các quan chức địa phương trụy lạc v.v. Có cả Điđông, Paris của Troia, Helen của Troia, Ulysses từ thời Hy Lạp cổ đại đến đôi trai gái, Paolo Malatesta và Francesca da Rimini, phạm tội tư thông bị giết ở Ý năm 1289. Tất cả, tùy mức độ nặng nhẹ của những tội mà họ đã phạm phải trên dương thế, đều phải chịu cực hình rất ghê sợ.
Chín tầng địa ngục bao gồm:

#### Tầng một - Limbo (U Minh)

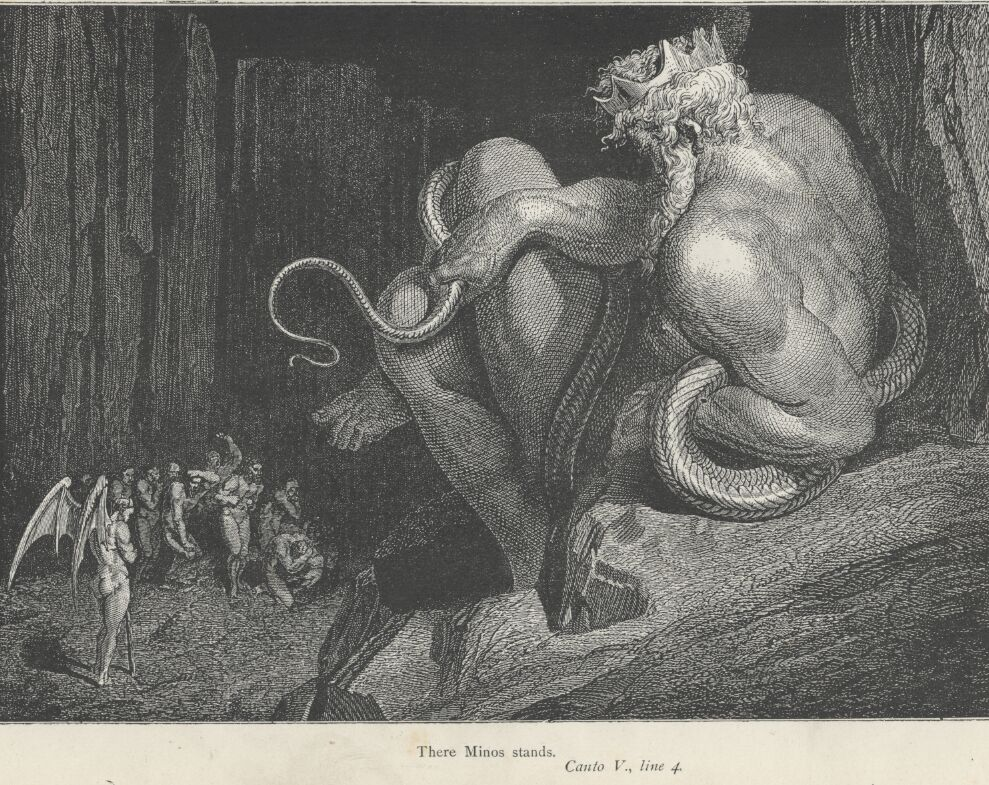
Tranh khắc của Gustave Doré Khổ 5, dòng 4: vua Minos phán xử các linh hồn.

Ở đây có những người chưa được rửa tội và những người vô thần nhưng có đức hạnh, tức những người không phạm tội lỗi gì, nhưng không nhìn nhận Jesus là chúa của mình. Họ tuy không bị đọa đày, nhưng cũng không được lên Thiên đường, vì không được gần Chúa trời, không có hy vọng được cứu rỗi, tầng địa ngục này như vậy có nhiều điểm chung với Cánh đồng Elysium trong thần thoại Hy Lạp. Nếu không được rửa tội, ("cánh cửa của đức tin," Canto IV, l.36), họ thiếu đi hy vọng vào quyền lực thần thánh của Chúa, là những gì vượt quá lý trí và tâm thức mà họ có thể chấp nhận và hiểu được. Ở đây cũng có những cánh đồng xanh tốt và một tòa lâu đài, nơi ở của những bậc hiền triết cổ đại, tức là cả Virgil, cũng như các nhà triết học Hồi giáo như Averroes và Avicenna. Tại lâu đài này, Dante gặp các nhà thơ vĩ đại Homer, Horace, Ovid, Marcus Annaeus Lucanus, các nhà triết học Socrates và Aristotle. Rất thú vị là ông cũng gặp cả Saladin tại đây (Canto IV). Ngụ ý của Dante là tất cả những người vô thần, nhưng có đức hạnh đều tề tựu tại đây, dù rằng về sau, ông gặp hai người như vậy tại Thiên đường và (Cato xứ Utica) tại Luyện ngục.
Bên ngoài tầng địa ngục thứ nhất, tất cả những người có tội phải bị xét xử bởi vua Minos, người phán quyết mỗi linh hồn xuống một tầng địa ngục sâu hơn bằng cách cuộn đuôi của mình bằng số lần tương ứng. Các tầng địa ngục sâu hơn được kết cấu dựa theo ý niệm của Aristote về đức hạnh và sự đồi bại, nên có thể chia ra làm tội không kiềm chế dục vọng, bạo lực và lừa gạt (với nhiều nhà chú giải, được biểu hiện bằng hình ảnh báo, sư tử và sói cái). Tội không kiềm chế dục vọng - yếu đuối trong việc kiểm soát ham muốn và đòi hỏi tự nhiên - là tội nhẹ nhất.

#### Tầng hai - Lust (Nhục Dục)
Tầng thứ hai của Địa Ngục, đây là ngục phạt thứ nhất của Địa Ngục. Nơi đây giam giữ những linh hồn khi còn sống đã bị chi phối bởi dục vọng làm ảnh hưởng đến tính minh mẫn của lý trí. Họ là "những kẻ đã phạm tội xác thịt" và họ là những kẻ đầu tiên bị trừng phạt trong Địa Ngục. Hình phạt của họ, theo như Dante miêu tả, là luôn phải bị thổi cuốn bay đi liên tục bởi những cơn cuồng phong vĩnh hằng, chúng tượng trưng cho sự ham muốn mất kiểm soát đã lôi kéo họ rời khỏi con đường ngay thẳng. Ở đây Dante đã gặp những người nổi tiếng trong truyền thuyết như công chúa Helen, tướng Paris của thành Troy, Achilles, nữ hoàng Cleopatra hay hiệp sĩ Lancelot, công chúa Guinevere trong truyền thuyết về các Hiệp sĩ Bàn Tròn của vua Arthur,....

#### Tầng ba -Gluttony(Phàm Ăn)

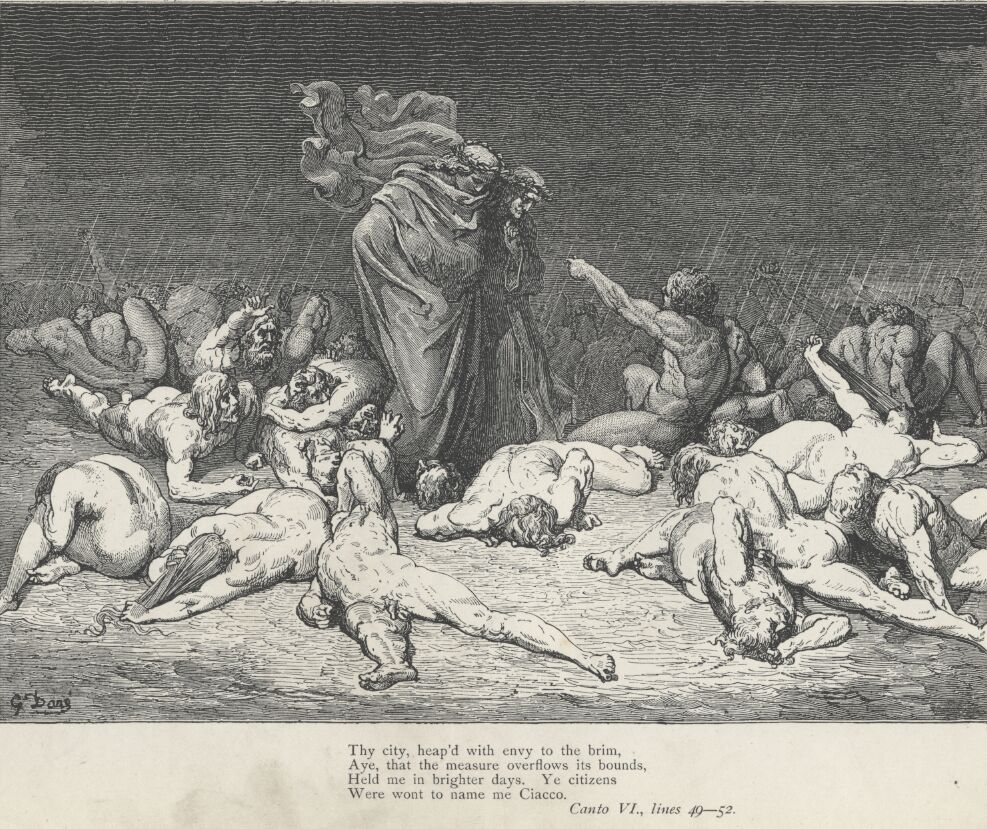
Tranh khắc của Gustave Doré, Dante gặp Ciacco

Chó ngao ba đầu Cerberus canh giữ những kẻ phàm ăn tục uống, buộc họ phải nằm trên một đống bùn ghê tởm tạo bởi những trận mưa lạnh buốt, tuyết đen bẩn thỉu và mưa đá. Đây là biểu tượng của những thứ rác rưởi mà những kẻ phàm ăn tục uống tạo ra khi họ còn sống, làm nô lệ cho thức ăn và cái dạ dày của mình. Cũng tại đây, Dante đàm thoại với một người xứ Florentine đương thời gọi là Ciacco ("con lợn" — có lẽ là biệt danh) về cuộc đấu đá diễn ra tại Florence và số phận của những nhân vật tiếng tăm xứ Florentine (Khổ 6).

#### Tầng bốn -Greed(Tham Lam)
Những người mà quan điểm của họ khi còn sống lệch lạc so với chuẩn mực cho phép, chỉ hướng về tiền tài và vật chất sẽ bị trừng phạt ở đây. Họ bao gồm 2 nhóm người: những người tham lam và hà tiện thích tích trữ tài sản và những người tiêu xài tài sản một cách hoang phí. 2 nhóm trên đều được cai quản bởi 1 nhân vật được Dante đặt tên là Pluto, nhưng không nói rõ rằng đây là Pluto, vua địa ngục hay là Plutus, thần của cải trong Hy Lạp, nhưng dù là ai đi nữa thì Virgil cũng bảo vệ Dante khỏi nhân vật này. 2 nhóm người trên đều bị phạt bằng hình phạt phải đẩy những khối nặng như vũ khí đâm vào nhau như khi đang đấu ngựa, với Dante miêu tả lại rằng: "Tôi thấy họ rất đông xung quanh tôi, tiếng rên của họ rất to trong khi phải đẩy những khối nặng. Họ đâm sầm vào nhau, và khi đó, họ quay lại và đẩy ngược những khối nặng về lại chỗ cũ, trong khi rên lên: Vì sao tôi đã hà tiện? Vì sao tôi đã hoang phí?".

#### Tầng năm -Wrath(Thịnh Nộ)
Trong làn nước lầy lội như đầm lầy của con sông Styx, những linh hồn giận dữ đánh nhau trên mặt nước, những kẻ rầu rĩ và uể oải phải nằm xuống dưới dòng nước đen, nơi mà họ không bao giờ tìm thấy hạnh phúc trong Chúa, những người còn lại hay trong chính bản thân vũ trụ. Phlegyas miễn cưỡng đưa Dante và Virgil qua sông trên chiếc thuyền nhỏ của mình. Các phần phía dưới của địa ngục nằm trong các bức tường của thành phố Dis, một thành phố nằm ở trung tâm đầm lầy. Bị trừng phạt ở phía trong Dis là những phạm nhân được cho là "hoàn toàn có đầy đủ ý thức và chủ ý phạm tội". Các bức tường của thành phố được canh gác bởi các thiên thần sa ngã, và Virgil không thể thuyết phục họ mở cửa để cho ông và Dante vào. Nhưng 1 thiên thần được phái xuống từ Thiên Đường đã đến để dẫn các ông qua ải an toàn, và thiên thần đã bắt chúng mở cửa thành cũng như quở trách tất cả những ai chống đối Dante.

#### Tầng sáu - Heresy (Dị Giáo)
Đây là nơi trừng phạt những người lan truyền và tin theo dị giáo, ví dụ như niềm tin "Linh hồn sẽ chết cùng với thể xác" của những người tin theo thuyết Epicurus. Họ sẽ bị chôn trong những nấm mồ cháy rực lửa. Tiếp tục cuộc hành trình, cả hai dừng lại trước khi bước xuống những bậc thềm dẫn xuống tầng thứ 7 bốc mùi hôi thối, với Virgil giải thích về nguồn gốc của những tầng đáy Địa Ngục: đây là những nơi mà những tội kịch liệt và hiểm độc nhất sẽ bị trừng trị, và để ví dụ, ông đã nói chỉ có 2 nguồn sinh của cải hợp pháp duy nhất, đó là từ tài nguyên của thiên nhiên và hoạt động con người, và vì thế cho vay mượn nặng lãi là 1 tội do là việc làm giàu không thuộc 2 nguồn trên, và vì thế sẽ bị trừng phạt ở tầng tiếp theo.

#### Tầng bảy - Violence (Bạo Lực)
Tầng thứ bảy Địa Ngục giam giữ những kẻ bạo lực, lối vào của nó được canh giữ bởi nhân ngưu Minotaur và nó được chia thành 3 vòng:
- Vòng ngoài cùng: Giam giữ những người đã cưỡng bức người khác và tài sản. Họ sẽ phải bị nhúng chìm vào Phlegethon, 1 dòng sông của máu đun sôi và lửa, đến 1 độ sâu tương ứng với tội của họ. Ở trên bờ sông có những con nhân mã, do Chiron và Pholus chỉ huy, liên tục tuần tra ven sông và bắn tên vào những ai cố ngoi lên cao hơn mức nước quy định. Nhân mã Nessus là người đã dẫn đường Dante và Virgil đi ven theo dòng sông và lội qua đoạn nông nhất của dòng sông.
- Vòng ở giữa: Giam giữ những người đã tự tử và người hoang phí tiền của. Những người đã tự tử, hay đã bạo lực với bản thân, sẽ bị trừng phạt bằng cách bị biến thành những bụi cây xương xẩu, và trở thành thức ăn yêu thích của các điểu nhân Harpy. Dante cũng nói thêm rằng những người đã tự tử cũng sẽ không được hồi sinh thân xác vào Ngày Phán Xét, vì họ đã từ chối thân xác của họ qua việc tự tử, và vì thế họ sẽ luôn mang hình hài của 1 bụi cây với thân xác gốc của họ treo lủng lẳng trên các cành cây. Những cư dân còn lại của nơi này đó là những người hoang phí của cải, những người đã tự tàn phá nguồn nuôi sự sống thế gian của họ. Họ vĩnh viễn phải bị săn đuổi và đánh đập bởi những con chó hung tợn.
- Vòng trong cùng: Là nơi giam giữ những người đã lăng mạ Thiên Chúa và những ai đã đi trái tự nhiên (người đồng tính, và như đã giải thích ở trên, người cho vay nặng lãi). Tất cả đều bị giam trong 1 sa mạc đầy cát nóng rực cháy với mưa lửa đổ từ trên trời xuống. Kẻ lăng mạ phải nằm, kẻ cho vay nặng lãi phải ngồi và những người đồng tính phải lang thang trên cát thành các nhóm.

#### Tầng tám - Fraud (Gian Trá)
Tầng thứ tám và thứ chín của Địa Ngục trừng phạt những tội liên quan đến sự giả dối và phản bội có ý thức, và chỉ có thể tiếp cận được bằng cách trượt xuống 1 vách đá rộng từ trên lưng của Geryon, 1 quái vật có cánh thường được mô tả là có 3 đầu, 1 của người, 1 của thú và 1 của bò sát. Những người giả dối - những ai hoàn toàn có nhận thức về điều ác và cố ý phạm tội - đều được giam trong 1 nhà ngục có tên là Malebolge, nó được chia thành 10 Bolgie, hay những rãnh đá, với những cây cầu trải dài rộng khắp các rãnh.
---- Bolgia 1: Là nơi giam giữ những người mai mối bất chính và những người khiêu dâm. Họ phải xếp thành các hàng và bước đều bước trong khi bị các con quỷ quất roi. Cũng như khi còn sống họ đã dùng tình cảm để cám dỗ sai khiến người khác, họ bây giờ cũng sẽ bị sai khiến bước đi theo sự chỉ dẫn của những con quỷ cầm roi.
---- Bolgia 2: Là nơi giam giữ những người chuyên nịnh bợ. Họ bị trừng phạt bằng cách bị chôn trong những đống phân người, tượng trưng cho những lời nói nịnh bợ mà họ nói ra.
---- Bolgia 3: Là nơi giam giữ những người buôn thần bán thánh. Họ bị trừng phạt bằng cách bị đặt chổng ngược đầu vào những lỗ trong đá, với lửa thiêu cháy bàn chân của họ.
---- Bolgia 4: Pháp sư, phù thủy, những nhà chiêm tinh và thầy bói đều bị giam giữ ở đây. Họ bị trừng phạt bằng cách đều bị vặn ngược đầu lại sao cho họ phải bước đi ngược lại và thứ duy nhất họ có thể thấy đó là quá khứ phía sau, bởi lẽ khi còn sống họ đã phạm tội cố ý thử nhìn trước tương lai.
---- Bolgia 5: Nơi giam giữ những nhà chính trị gia mục nát. Họ bị nhấn chìm vào những chiếc hồ lửa sôi sục đầy hắc ín. Rãnh đá này được canh gác bởi các Malebranche (móng vuốt tội lỗi), 1 lũ quỷ với những trò châm biếm đầy man rợ, với thủ lĩnh của chúng là Malacoda. Hắn hứa sẽ hộ tống 2 nhà thơ đến cây cầu tới Bolgia 6 an toàn và cử ra 1 nhóm Malebranche để dẫn đường 2 nhà thơ, nhưng lời hứa của lũ quỷ hoá ra lại có giới hạn, và 2 nhà thơ bị buộc phải tiếp tục bằng cách tự trườn xuống vách đá chia cắt Rãnh 5 và 6.
---- Bolgia 6: Giam giữ những kẻ mang đạo đức giả. Hình phạt của họ là phải lang thang phêu bạt trong khi phải mang những chiếc áo choàng bằng chì, tượng trưng cho sự giả dối ẩn dưới lớp hình thức bên ngoài, sự giả dối mà sức nặng của nó đã khiến họ thờ ơ trước những hoạt động tâm linh.
---- Bolgia 7: Nơi trừng phạt tội trộm cắp, và được canh giữ bởi Cacus, quái vật có một con rồng phun lửa đậu trên vai và các con rắn phủ đầy lưng. Những tên trộm sẽ bị săn đuổi và cắn bởi các con rắn và thằn lằn, nhưng đó mới chỉ là khởi đầu của hình phạt thật sự của họ. Cũng như họ đã ăn trộm nguồn sống của người khác khi còn sống, danh tính của chính bản thân họ trở thành thứ sẽ bị đánh cắp ở đây, khi những vết cắn sẽ khiến họ trải qua những sự biến đổi đau đớn, ví dụ như Vanni Fucci bị cháy thành than, hay Agnello bị biến thành một con thằn lằn 6 chân,....
---- Bolgia 8: Là nơi giam giữ những cố vấn gian dối hay những người đưa ra những lời khuyên giả dối. Họ không phải là người đưa ra những lời khuyên sai trái, nhưng là những người đã lợi dụng chức vụ khuyên người khác cùng phạm tội giả dối. Họ bị trừng phạt bằng cách trở nên những ngọn đuốc sống khi liên tục bị thiêu cháy bởi lửa Địa Ngục.
---- Bolgia 9: Ở rãnh đá thứ 9 tồn tại một con quỷ cầm gươm, kẻ sẽ vung gươm chém mạnh vào những người gieo rắc bất đồng, những phạm nhân nơi đây. Cũng như khi họ còn sống đã gieo rắc bất đồng chia rẽ đoàn kết, con quỷ sẽ chém nát thân xác họ ra, và cứ thế họ xếp hàng đi thành 1 vòng tròn để lành vết thương, chỉ để cho con quỷ chém nát lần nữa.
---- Bolgia 10: Là nơi giam giữ những người giả dối còn lại không thuộc vào 9 Rãnh trên. Họ bao gồm nhiều loại, ví dụ như những nhà giả kim, những người thất hứa, mạo danh hay buôn tiền giả,....Cũng như khi còn sống họ là dịch bệnh cho xã hội, ở đây họ bị trừng phạt bằng cách liên tục mắc nhiều loại bệnh khác nhau.

#### Tầng chín - Traitors (Phản Bội)
Những kẻ phản bội được phân biệt với giả dối thông thường bằng việc hành động của họ có liên quan đến phản bội 1 mối quan hệ đặc biệt nào đó. Ở đây tồn tại 4 khu vực tương ứng với mức độ nghiêm trọng của phản bội. Ngược với hình ảnh rực lửa của Địa Ngục thì những kẻ phản bội sẽ bị đóng băng dưới 1 chiếc hồ băng giá có tên là Cocytus, với mỗi nhóm sẽ bị đóng băng xuống 1 độ sâu nhất định.
---- Round 1: Được đặt tên là Caina, theo tên của Cain, người đã giết chết em mình. Kẻ phản bội máu mủ nơi đây sẽ bị đóng băng đến cằm.
---- Round 2: Được đặt tên Antenora, theo tên của Antenor thành Troy, người được tin rằng đã phản bội thành phố của mình khi đồng minh với người Hy Lạp. Kẻ phản bội cộng đồng đều được tìm thấy ở đây, và có chung hình phạt với nhóm ở Caina.
---- Round 3: Được đặt tên Ptolomaea, theo tên của Ptolemaios, con trai của Abubus, người đã mời Simon Maccabaeus và những người con trai của ông đến dự tiệc và giết họ. Kẻ phản bội khách của họ đều bị trừng phạt ở đây, khi họ phải nằm ngửa trên băng và bị đóng băng hết trừ mặt của họ ra. Lý do họ bị trừng phạt nặng hơn 2 nhóm trên, đó là vì mối quan hệ với khách là 1 mối quan hệ hoàn toàn tự nguyện.
---- Round 4: Được đặt tên Judecca, theo tên của Judas Iscariot, kẻ phản bội Jesus. Nơi đây giam giữ những kẻ phản bội với lãnh chúa và ân nhân của họ. Phạm nhân hoàn toàn bị đóng băng cứng, vặn vẹo biến dạng với đủ mọi kiểu dáng. Ở trung tâm của khu vực này, cũng như là trung tâm của Địa Ngục, là phạm nhân đã bị kết án phạm tội hệ trọng và tột cùng nhất, tội phản bội lại Thiên Chúa tối cao, đó chính là Satan. Satan được miêu tả là một con quái vật khổng lồ và hung tợn với 3 mặt, 1 đỏ, 1 đen và 1 vàng nhạt. Satan bị chôn vùi sâu trong băng, khóc thút thít qua sáu con mắt của nó, và đập cánh cố thoát khỏi nhà ngục, nhưng cánh của hắn càng đập thì lượng băng trong hồ càng dày hơn. Mỗi cái miệng trên ba cái mặt của nó đều đang gặm nhai 1 kẻ phản bội nổi tiếng trong truyền thuyết: Brutus và Cassius ở 2 miệng 2 bên, còn miệng ở giữa là dành cho Judas Iscariot. Hắn phải chịu hình phạt nặng hơn 2 người còn lại: hắn bị Satan gặm đầu so với 2 người kia là chân, và lưng của hắn vĩnh viễn bị móng vuốt của Satan lột da.
Hai nhà thơ trốn thoát khỏi Địa Ngục bằng cách leo xuống từ lông của Satan. Họ đi qua trung tâm của Trái Đất và đến Luyện Ngục (Purgatorio) ngay vào thời điểm bình minh của Chúa Nhật Phục Sinh.....

### Phần thứ hai: Purgatorio (Luyện ngục)
Là tên một ngọn núi nằm ở cực Nam của Trái Đất có bảy tầng, tượng trưng cho bảy trọng tội theo quan niệm của Cơ Đốc giáo. Ở đây thể hiện một không khí trầm lặng trong sự suy tư sám hối chứ không khủng khiếp, náo động như ở Địa ngục: những kẻ kiêu căng phải vác một khối đồ vật nặng trên vai khiến mặt cúi gằm xuống; còn bọn có tính xấu ghen tị, thèm khát thì mắt nhằm nghiền không trông thấy gì; lũ lười biếng cứ phải luôn chân đi đi lại lại, nói chung là những gì ngược với bản tính của chúng trước kia. Trong một cuộc trao đổi trò chuyện, Dante đã nguyền rủa "nước Ý nô lệ, nơi trú ngụ của những đau thương, không còn là bà chúa của những dân tộc mà là một nơi xấu xa". Sau khi cầu khẩn Thiên đường, Dante ngủ say. Khi tỉnh dậy nhà thơ thấy mình cùng với Virgil đứng trước lối đi vào trong Purgatorio. Hai nhà thơ lần lượt leo qua bảy tầng ở đây. Linh hồn ở đây còn phải chịu hình phạt, song đã có được niềm hy vọng. Thêm nhà thơ La Mã Statius đến với Virgil và Dante. Ba nhà thơ đồng hành lên đỉnh cao của ngọn núi, đó chính là Thiên đường với rừng cây đẹp đẽ, suối nước mát trong, hoa thơm cỏ lạ. Dante say sưa ngắm cảnh các thiên thần hiện hình. Cuối cùng Beatrice từ Thiên đường xuống trong ánh hào quang rực rỡ và hoa thơm ngào ngạt, đón Dante. Còn Virgil thì biến mất vì ông là người dị giáo.

#### Tầng một (Kiêu ngạo)
Ba bậc thang đầu tiên của Luyện Ngục liên quan đến những tội lỗi gây ra bởi một tình yêu trụy lạc hướng đến việc làm hại người khác.
Tội đầu tiên là Kiêu ngạo. Dante và Virgil bắt đầu leo lên sân thượng này ngay sau 9 giờ sáng. Trên sân thượng, nơi những tâm hồn kiêu hãnh gột rửa tội lỗi, Dante và Virgil nhìn thấy những tác phẩm điêu khắc tuyệt đẹp thể hiện sự khiêm tốn, đức tính đối lập. Ví dụ đầu tiên là Truyền tin cho Đức Trinh Nữ Maria, nơi bà đáp lại thiên thần Gabriel bằng những từ Ecce ancilla Dei ("Đây là nữ tỳ của Chúa," Lu-ca 1:38). Một ví dụ về sự khiêm tốn trong lịch sử cổ điển là Hoàng đế Trajan, theo một truyền thuyết thời trung cổ, đã từng dừng cuộc hành trình của mình để thực thi công lý cho một góa phụ nghèo (Canto X).

Cũng liên quan đến sự khiêm tốn là một phiên bản mở rộng của Kinh Lạy Cha:
“Lạy Cha chúng con, là Đấng ngự giữa các tầng trời
nhưng không bị giới hạn bởi chúng ra khỏi
Tình yêu lớn hơn của bạn dành cho những tác phẩm đầu tiên của bạn ở trên,
Ca ngợi tên của bạn và toàn năng của bạn,
bởi mọi sinh vật, giống như nó dường như
để dâng lời cảm ơn đến dòng chảy ngọt ngào của bạn.
Hòa bình của vương quốc của con đến với chúng ta, vì nếu
nó không đến, sau đó mặc dù chúng tôi triệu tập tất cả
lực lượng của chúng con, chúng con không thể tự mình đạt được nó.
Giống như các thiên thần của con, khi họ hát Hosanna,
dâng ý chí của họ cho Ngài như của lễ hy sinh,
để con người có thể dâng ý chí của họ lên Ngài.
Xin ban cho chúng con hôm nay ma-na hằng ngày
không có nó, người lao động nhiều nhất để di chuyển
phía trước thông qua vùng hoang dã khắc nghiệt này rơi trở lại.
Ngay cả khi chúng ta tha thứ cho tất cả những người đã làm
chúng ta bị thương, có thể con, nhân từ,
tha thứ, và không đánh giá chúng ta bởi giá trị của chúng ta.
Đừng cố gắng sức mạnh của chúng ta, rất dễ bị khuất phục,
chống lại kẻ thù cổ xưa, nhưng giải phóng nó

từ kẻ đưa nó đến sự hư hỏng."
Sau khi được giới thiệu về tính khiêm tốn, Dante và Virgil gặp linh hồn của những kẻ kiêu ngạo, những người đang phải cúi xuống vì sức nặng của những tảng đá khổng lồ trên lưng. Khi họ đi dạo quanh sân thượng, họ có thể thu được lợi ích từ những tấm gương khiêm nhường được điêu khắc. Người đầu tiên trong số những linh hồn này là Omberto Aldobrandeschi, người có niềm tự hào về dòng dõi của mình ("Tôi là người Ý, con trai của một Tuscan vĩ đại: / cha tôi là Guiglielmo Aldobrandesco"), mặc dù ông đang học cách khiêm tốn hơn ("Tôi / không biết bạn đã nghe tên ông ấy chưa"). Oderisi của Gubbio là một ví dụ về niềm tự hào về thành tích – ông là một nghệ sĩ nổi tiếng với những bản thảo được chiếu sáng. Provenzano Salvani, thủ lĩnh của Sienese Ghibellines, là một ví dụ về sự kiêu ngạo trong việc thống trị người khác (Canto XI).

Trong Canto XIII, Dante đã chỉ ra, với "sự tự nhận thức thẳng thắn," rằng tính kiêu ngạo cũng là một khuyết điểm nghiêm trọng của bản thân:
"Tôi sợ hình phạt dưới đây hơn nhiều;
hồn tôi băn khoăn, hồi hộp; đã

Tôi cảm thấy sức nặng của sân thượng đầu tiên."
Sau cuộc trò chuyện với những kẻ kiêu hãnh, Dante ghi chú thêm những tác phẩm điêu khắc trên vỉa hè bên dưới, lần này minh họa cho chính sự kiêu hãnh. Các tác phẩm điêu khắc thể hiện Satan (Lucifer), tòa tháp Babel, Vua Saul, Niobe, Arachne, Vua Rehoboam và những người khác.
Các nhà thơ đến cầu thang lên sân thượng thứ hai vào buổi trưa. Khi họ đi lên, Thiên thần Khiêm nhường chào họ và dùng đôi cánh lướt qua trán Dante, xóa chữ "P" (peccatum) tương ứng với tội kiêu ngạo, và Dante nghe thấy lời chúc phúc Beati pauperes Spiritu ("Phúc cho những ai có tinh thần nghèo khó ”, Ma-thi-ơ 5:3) (Canto XII). Dante ngạc nhiên khi phát hiện ra rằng việc leo núi bây giờ có vẻ dễ dàng hơn trước. Virgil nói với anh ta rằng một trong những chữ cái đầu đã bị thiên thần lấy đi khỏi trán anh ta và nỗ lực sẽ ngày càng giảm đi khi anh ta leo lên cao hơn. Dante so sánh cầu thang với việc đi lên dễ dàng từ Rubiconte, một cây cầu ở Florence, lên đến San Miniato al Monte, nhìn ra thành phố.

#### Tầng hai (Ghen tị)

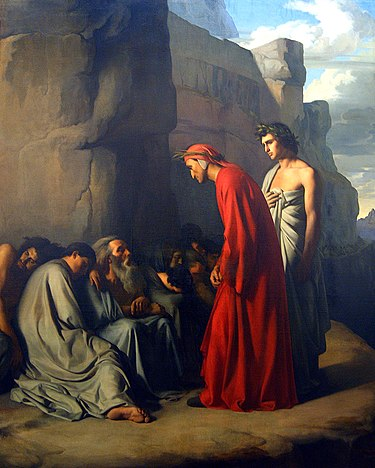
Dante nói chuyện với linh hồn của những kẻ ghen tị

Ganh tị là tội “nhìn những món quà và vận may của người khác với sự căm ghét đầy ác ý, tận dụng mọi cơ hội để hạ bệ hoặc tước đoạt hạnh phúc của họ”. (Điều này trái ngược với lòng tham, ham muốn quá mức để có được những thứ như tiền bạc.) Như một trong những tâm hồn đố kỵ trên sân thượng này đã nói:
"Máu của tôi bùng cháy với sự ghen tị đến nỗi,
khi tôi đã nhìn thấy một người đàn ông trở nên hạnh phúc,

có thể thấy rõ ràng sự tái nhợt trong tôi."
Khi bước vào sân thượng của những kẻ đố kỵ, Dante và Virgil lần đầu tiên nghe thấy những giọng nói trên sóng kể những câu chuyện về lòng hào hiệp, đức tính đối lập. Cũng như ở tất cả các sân thượng khác, có một tình tiết trong cuộc đời của Đức Trinh Nữ Maria; lần này, cảnh trong Cuộc đời của Đức Trinh Nữ là Đám cưới tại Cana, trong đó cô bày tỏ niềm vui của mình cho đôi tân hôn và khuyến khích Chúa Kitô thực hiện phép lạ đầu tiên của mình. Cũng có câu nói của Chúa Giê-su "Hãy yêu kẻ thù của bạn." Một câu chuyện cổ điển kể về tình bạn giữa Orestes và Pylades.
Linh hồn của những kẻ đố kỵ mặc áo choàng xám sám hối, và mắt của họ bị khâu lại bằng dây sắt, giống như cách người nuôi chim ưng khâu mắt chim ưng để huấn luyện nó. Điều này dẫn đến các ví dụ có thể nghe được chứ không phải bằng hình ảnh ở đây. Dante và Virgil nói chuyện với Sapia Salvani (Canto XIII).

Linh hồn của những kẻ đố kỵ bao gồm Guido del Duca và Rinieri da Calboli. Người đầu tiên nói một cách cay đắng về đạo đức của người dân ở các thị trấn dọc theo sông Arno:
"Dòng sông đó bắt đầu dòng chảy khốn khổ của nó
giữa những con lợn hôi, phù hợp với quả sồi hơn
thức ăn được tạo ra để phục vụ nhu cầu của con người.
Sau đó, khi dòng chảy đó hạ xuống, nó đến với những lời nguyền rủa
rằng, mặc dù lực lượng của họ là yếu ớt, nhanh chóng và gầm gừ;
khinh miệt họ, nó ngoảnh mặt đi.
Và, đi xuống, nó chảy tiếp; và khi rãnh đó,
xấu số và đáng nguyền rủa, phát triển rộng hơn, nó
ngày càng phát hiện ra rằng những con chó trở thành sói.
Sau đó đi xuống qua nhiều khe núi tối tăm,
nó đến với những con cáo đầy lừa dối

không có cạm bẫy nào mà họ không thể đánh bại."
Những tiếng nói lên sóng cũng bao gồm những ví dụ về sự đố kỵ. Ví dụ cổ điển là Aglauros, theo Ovid, người đã bị hóa đá vì ghen tị với tình yêu của Hermes dành cho chị gái Herse của mình. Ví dụ trong Kinh thánh là Cain, được đề cập ở đây không phải vì hành động huynh đệ tương tàn mà vì sự ghen tị của em trai mình là Abel đã dẫn đến hành động đó (Canto XIV).
Đó là giữa buổi chiều và các nhà thơ đang đi bộ về phía tây dọc theo sân thượng với mặt trời chiếu vào mặt họ. Một luồng sáng chói lóa bất ngờ đập vào trán Dante mà ông cho là do mặt trời gây ra; nhưng khi ông che mắt khỏi nó, độ sáng mới vẫn tồn tại và ông buộc phải nhắm mắt lại. Virgil nhắc ông rằng cách tiếp cận của một thiên thần vẫn còn quá mạnh đối với các giác quan trần gian của ông nhưng nói rằng điều này sẽ không phải lúc nào cũng như vậy. Thiên thần Bác ái, sau khi gạt đi một chữ "P" khác trên lông mày của Dante, mời anh ta lên sân thượng tiếp theo. Khi rời khỏi sân thượng, ánh sáng chói lóa của thiên thần trên sân thượng khiến Dante tiết lộ kiến thức khoa học của mình, quan sát thấy góc tới bằng góc phản xạ "như lý thuyết và thực nghiệm sẽ chỉ ra" (Canto XV).

#### Tầng ba (Phẫn nộ)
Trên sân thượng của sự phẫn nộ, nơi mà các nhà thơ đến lúc 3 giờ chiều, những tấm gương về sự nhu mì (đức tính ngược lại) được Dante đưa ra như những hình ảnh trong tâm trí ông. Cảnh trong Cuộc đời của Đức Trinh Nữ trong sân thượng thanh tẩy này là Tìm thấy trong Đền thờ. Trong khi hầu hết các bậc cha mẹ sẽ tức giận với đứa con của họ vì đã làm họ lo lắng, thì Mary lại yêu thương và hiểu động cơ của Chúa Kitô đằng sau sự biến mất ba ngày của ông. Trong một ví dụ cổ điển, vợ của Peisistratos muốn một chàng trai trẻ bị hành quyết vì ôm hôn con gái của họ, Peisistratos đã trả lời: "Chúng ta sẽ làm gì với kẻ đã làm tổn thương chúng ta / nếu người yêu chúng ta phải chịu sự lên án của chúng ta?" Thánh Stephen đưa ra một ví dụ trong Kinh thánh, rút ra từ Công vụ 7:54–60 (Canto XV):
Tiếp theo, tôi thấy những người có ngọn lửa phẫn nộ
đã đốt cháy, khi họ ném đá một thanh niên và giữ
trên hét lớn với nhau: "Giết!"
"Giết!" "Giết!" Bây giờ tôi thấy anh ta, bị đè nặng bởi cái chết,
chìm xuống đất, mặc dù mắt anh ta cong
luôn hướng về Thiên đường – chúng là cổng Thiên đường –
Cầu nguyện với Chúa tối cao của con, bất chấp sự tra tấn,
để tha thứ cho những người đã bắt bớ anh ta;

cái nhìn của anh ấy đến nỗi nó mở ra lòng trắc ẩn.
Linh hồn của những người đang phẫn nộ đi lại trong làn khói cay mù mịt, tượng trưng cho hiệu ứng mù quáng của sự tức giận:
Bóng tối của địa ngục và của một đêm bị tước đoạt
của mọi hành tinh, dưới bầu trời ít ỏi,
như bầu trời u ám bởi những đám mây,
chưa bao giờ phục vụ để che mắt tôi quá dày
cũng không bao phủ chúng bằng những thứ có kết cấu thô ráp như vậy
như làn khói bao bọc chúng ta trong Luyện Ngục;

đôi mắt tôi không thể chịu đựng được việc cứ mở ...
Lời cầu nguyện cho sân thượng này là Agnus Dei: Agnus Dei, qui tollis peccata mundi, misere nobis ... dona nobis pacem ("Lạy Chiên Thiên Chúa, Đấng xóa tội trần gian, xin thương xót chúng con ... xin ban cho hòa bình của chúng con").
Marco Lombardo thảo luận với Dante về ý chí tự do – một chủ đề có liên quan, vì không có ích gì khi tức giận với một người không có quyền lựa chọn đối với hành động của mình (Canto XVI). Dante cũng nhìn thấy những cảnh tượng có ví dụ về sự phẫn nộ, chẳng hạn như Procne, Haman và Lavinia. Khi thị kiến trôi qua, Thiên thần Hòa bình xuất hiện để chào đón họ. Một lần nữa độ sáng lại chế ngự tầm nhìn của Dante, nhưng ông nghe thấy lời mời của thiên thần để lên sân thượng tiếp theo và cảm thấy một chiếc cánh lướt qua trán ông, xóa chữ "P" thứ ba. Sau đó là phần đọc kinh chúc tụng Beati pacifici ("Phúc cho những ai kiến tạo hòa bình"). Các nhà thơ rời sân thượng thứ ba ngay sau khi màn đêm buông xuống (Canto XVII).
Khi ở trên sân thượng thứ tư, Virgil có thể giải thích cho Dante về tổ chức Luyện ngục và mối quan hệ của nó với tình yêu biến thái, thiếu sót hoặc sai hướng. Ba bậc thang mà họ đã thấy cho đến nay đã thanh trừng kẻ kiêu ngạo (“kẻ hạ thấp người khác / hy vọng giành được uy quyền”), kẻ đố kỵ (“kẻ khi bị thua kém, / sợ mất quyền danh vọng, quyền lực, danh dự, ân huệ; / nỗi buồn của ông yêu bất hạnh cho người hàng xóm của mình."), và phẫn nộ ("người, vì tổn thương / đã nhận, phẫn uất, để trả thù trở nên tham lam / và giận dữ, tìm kiếm của người khác hại.”). Tình yêu thiếu sót và sai hướng sắp theo sau. Diễn ngôn về tình yêu của Virgil kết thúc lúc nửa đêm (Cantos XVII và XVIII).

#### Tầng bốn (Lười biếng)
Trên tầng bốn, chúng ta tìm thấy những linh hồn có tội lỗi là thiếu tình yêu - nghĩa là lười biếng hoặc ủ rũ. Vì họ đã thất bại trong cuộc sống để hành động theo đuổi tình yêu, nên ở đây họ tham gia vào hoạt động không ngừng. Những ví dụ về sự lười biếng và lòng nhiệt thành, đức tính đối lập của nó, được những linh hồn này nêu ra khi họ chạy quanh sân hiên. Một cảnh trong cuộc đời của Đức Trinh Nữ được phác thảo trên sân thượng này là Cuộc viếng thăm, với cảnh Mary "vội vàng" đến thăm người chị họ Elizabeth. Những ví dụ này cũng bao gồm các tình tiết trong cuộc đời của Julius Caesar và Aeneas. Hoạt động này cũng thay thế một lời cầu nguyện bằng lời nói cho sân thượng này. Vì những người lười biếng trước đây quá bận rộn để trò chuyện dài dòng, nên phần này của bài thơ là một phần ngắn.
Nói cách khác, sự lười biếng và thiếu quan tâm về mặt tinh thần dẫn đến buồn bã, và vì vậy phước lành cho sân thượng này là Beati qui lugent ("Phước cho những kẻ than khóc, vì họ sẽ được an ủi," Ma-thi-ơ 5:4) ( Canto XVIII và XIX).
Giấc ngủ đêm thứ hai của Dante diễn ra khi các nhà thơ đang ở trên sân thượng này, và Dante mơ thấy ngay trước bình minh của ngày thứ Ba về một Siren, biểu tượng của tình yêu mất trật tự hoặc thái quá được thể hiện bằng lòng tham, sự háu ăn và dục vọng. Khi tỉnh dậy khỏi giấc mơ dưới ánh sáng của mặt trời, Dante được Thiên thần của Lòng nhiệt thành đến thăm, người đã loại bỏ một chữ "P" khác trên lông mày của ông, và hai nhà thơ leo lên sân thượng thứ năm (Canto XIX).

#### Tầng năm (Tham lam)

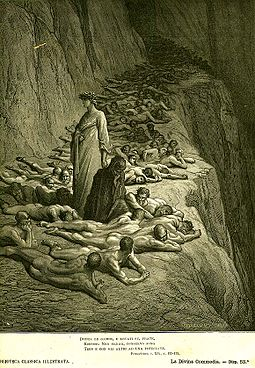
Dante nói chuyện với bóng râm của Giáo hoàng Adrian V, Canto 19.

Ở ba tầng cuối cùng là những người phạm tội vì yêu thích những điều tốt đẹp, nhưng lại yêu thương chúng một cách thái quá hoặc mất trật tự.
Ở tầng thứ năm, sự quan tâm quá mức đến của cải trần thế - dù ở dạng tham lam, tham vọng hay xa hoa - đều bị trừng phạt và thanh tẩy. Kẻ hám lợi và hoang đàng nằm úp mặt xuống đất, đọc thuộc lòng bài thánh ca Adhaesit pavimento anima mea, trích từ Thi thiên 119:25 ("Linh hồn tôi dính vào bụi đất: xin hãy khiến tôi sống lại tùy theo lời Chúa"), đó là một lời cầu nguyện bày tỏ ước muốn làm theo luật Chúa. Dante gặp bóng dáng của Giáo hoàng Adrian V, một tấm gương khao khát quyền lực và uy tín của giáo hội, người hướng dẫn các nhà thơ trên con đường của họ (Canto XIX).

Cảnh trong Cuộc đời của Đức Trinh Nữ, được sử dụng ở đây để chống lại tội tham lam, là sự ra đời khiêm nhường của Chúa Kitô. Xa hơn nữa ở sân thượng, Hugh Capet nhân cách hóa lòng tham đối với của cải và của cải trần gian. Ngược lại, ông phàn nàn về cách mà lòng hám lợi đã thúc đẩy hành động của những người kế vị ông, và "tiên tri" những sự kiện xảy ra sau ngày bài thơ được đặt ra, nhưng trước khi bài thơ được viết:
"Người kia, người đã từng rời tàu của mình như một tù nhân
Tôi thấy anh ta bán con gái mình, mặc cả
khi những tên cướp biển mặc cả những nữ nô lệ.
O Avarice, nhà của tôi bây giờ là tù nhân của bạn:
nó buôn bán thịt của chính con cái nó
bạn còn phải làm gì với chúng tôi nữa?
Điều ác trong quá khứ và tương lai có vẻ ít hơn,
Tôi thấy hoa bách hợp vào Anagni
và, trong vị đại diện của Ngài, Chúa Kitô đã bắt làm tù nhân.
Tôi thấy Ngài bị nhạo báng lần thứ hai; tôi hiểu rồi
giấm và mật đổi mới và Ngài
bị giết giữa hai tên trộm vẫn còn sống.
Và tôi thấy Philatô mới, một người thật độc ác
rằng, vẫn chưa thỏa mãn, anh ta, không có sắc lệnh,

mang những cánh buồm tham lam của mình vào Đền thờ."
Những sự kiện này bao gồm việc Charles II của Napoli bán con gái của mình cho một người đàn ông lớn tuổi và tai tiếng, và Philip IV của Pháp ("hoa bách hợp") bắt giữ Giáo hoàng Boniface VIII vào năm 1303 (giáo hoàng bị đày xuống Hoả ngục, theo Hoả ngục, nhưng theo quan điểm của Dante, vẫn là Đại diện của Chúa Kitô). Dante cũng đề cập đến việc đàn áp các Hiệp sĩ Templar theo sự xúi giục của Philip vào năm 1307, điều này đã giải phóng Philip khỏi các khoản nợ mà ông mắc phải theo lệnh. Theo sau những tấm gương hám lợi (đó là Pygmalion, Midas, Achan, Ananias và Sapphira, Heliodorus, Polymestor và Crassus), có một trận động đất bất ngờ kèm theo tiếng la hét của Gloria trong excelsis Deo. Dante mong muốn hiểu nguyên nhân của trận động đất, nhưng ông không hỏi Virgil về điều đó (Canto XX).
Trong một cảnh mà Dante liên kết với đoạn Chúa Giê-su gặp hai môn đồ trên đường đến Emmaus, Dante và Virgil bị một bóng đen vượt qua, người cuối cùng tiết lộ mình là nhà thơ La Mã Statius, tác giả của Thebaid. Statius giải thích nguyên nhân của trận động đất: có một cơn chấn động khi một linh hồn biết rằng nó đã sẵn sàng để lên thiên đàng, điều mà ông vừa trải qua. Dante trình bày Statius, không có cơ sở rõ ràng hoặc dễ hiểu, như một người cải đạo sang Cơ đốc giáo; với tư cách là một Cơ đốc nhân, sự hướng dẫn của ông sẽ bổ sung cho Virgil. Statius vui mừng khôn xiết khi được ở cùng với Virgil, người mà ông vô cùng ngưỡng mộ Aeneid (Canto XXI).
Angel of Moderation hướng dẫn các nhà thơ đến lối đi dẫn đến khu vực tiếp theo sau khi gạt một chữ "P" khác khỏi trán Dante. Virgil và Statius trò chuyện khi họ đi lên mỏm đá tiếp theo. Statius giải thích rằng ông không hám lợi mà hoang đàng, nhưng ông đã "chuyển đổi" khỏi sự hoang đàng bằng cách đọc Virgil, cuốn sách đã hướng ông đến với thơ ca và đến với Chúa. Statius giải thích cách ông được rửa tội, nhưng ông vẫn là một Cơ đốc nhân bí mật - đây là nguyên nhân dẫn đến việc ông thanh trừng Lười biếng trên tầng trước đó. Statius yêu cầu Virgil kể tên các nhà thơ và nhân vật đồng nghiệp của mình trong Limbo, mà ông đã làm (Canto XXII).

#### Tầng sáu(Tham ăn)
Lúc đó là từ 10 đến 11 giờ sáng, và ba nhà thơ bắt đầu đi vòng quanh sân thượng thứ sáu, nơi những kẻ tham ăn bị thanh trừng, và nói chung là những kẻ quá coi trọng đồ ăn thức uống và những tiện nghi thể xác. Trong một cảnh gợi nhớ đến hình phạt của Tantalus, họ bị bỏ đói trước sự hiện diện của những cái cây mà quả mãi mãi không thể với tới. Các ví dụ ở đây được đưa ra bởi tiếng nói trong cây. Đức Trinh Nữ Maria, người đã chia sẻ quà tặng của Con mình với những người khác tại tiệc cưới Cana, và Gioan Tẩy Giả, người chỉ sống bằng châu chấu và mật ong (Mt 3:4]), là một mẫu gương về nhân đức tiết độ. Một ví dụ điển hình về thói xấu đối lập với thói háu ăn là tình trạng say xỉn của Nhân mã đã dẫn đến Trận chiến giữa Nhân mã và Lapith.
Lời cầu nguyện cho sân thượng này là Labia mea Domine (Thánh vịnh 51:15: "Lạy Chúa, xin mở môi con ra, miệng con sẽ ca tụng Chúa") Đây là những lời mở đầu từ Giờ kinh Phụng vụ hàng ngày, cũng là nguồn cầu nguyện cho bậc thang thứ năm và thứ bảy (Cantos XXII đến XXIV).

Tại đây, Dante cũng gặp người bạn Forese Donati và người tiền nhiệm thơ ca Bonagiunta Orbicciani. Bonagiunta dành những lời tốt đẹp cho tác phẩm trước đó của Dante là La Vita Nuova, mô tả kỹ thuật của nó là dolce stil novo ("phong cách mới ngọt ngào"). Ông trích dẫn dòng "Những người phụ nữ có trí thông minh trong tình yêu," được viết để ca ngợi Beatrice, người mà ông sẽ gặp sau này trong Luyện ngục:
Phụ nữ có trí thông minh của tình yêu,
Tôi của tôi phụ nữ của tôi muốn với bạn để nói chuyện;
Không phải là tôi có thể tin tưởng để kết thúc lời khen ngợi của cô ấy,
Nhưng để nói rằng tôi có thể làm dịu tâm trí của tôi.
Tôi nói rằng khi tôi nghĩ về giá trị của cô ấy,
Thật ngọt ngào Tình yêu làm cho mình cảm thấy với tôi,
Rằng nếu sau đó tôi không nên đánh mất sự cứng rắn,

Nói, tôi nên say mê cả nhân loại.
Dante hiện được chào đón bởi Thiên thần Nhiệt độ, người có độ sáng giống như ánh sáng đỏ của kim loại hoặc thủy tinh nóng chảy. Cho thấy lối đi lên núi, thiên thần loại bỏ một chữ "P" khác khỏi lông mày của Dante bằng cách vỗ cánh, và ông ta diễn giải lời chúc phúc bằng cách diễn giải: "Phước cho những người được soi sáng bởi ân sủng đến nỗi tình yêu ẩm thực không bùng cháy mong muốn của họ vượt quá những gì phù hợp." 2 giờ chiều khi ba nhà thơ rời sân thứ sáu và bắt đầu đi lên sân thứ bảy, nghĩa là họ đã trải qua bốn tiếng đồng hồ giữa bọn Tham ăn. Trong quá trình leo núi, Dante tự hỏi làm thế nào mà những linh hồn không có cơ thể lại có vẻ ngoài hốc hác như những linh hồn đang bị bỏ đói ở đây. Khi giải thích, Statius diễn thuyết về bản chất của linh hồn và mối quan hệ của nó với thể xác (Canto XXV).

#### Tầng bảy (Dục vọng)

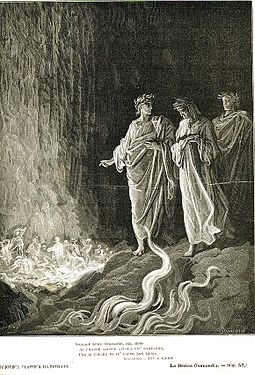
Virgil, Dante và Statius bên ngọn lửa của tầng bảy, Canto 25.

Sân thượng của dục vọng, sân thượng cuối cùng của Luyện ngục và thói xấu cuối cùng của tình yêu thái quá, có một bức tường lửa bao la mà mọi linh hồn phải vượt qua (Canto XXV). Như một lời cầu nguyện, họ hát bài thánh ca Summae Deus clementiae ("Chúa khoan dung tối cao") từ các Giờ kinh Phụng vụ. Những linh hồn ăn năn về ham muốn tình dục sai hướng kêu gọi ca ngợi sự trong trắng, chẳng hạn như của Diana, và sự chung thủy trong hôn nhân.
Hai nhóm linh hồn chạy qua ngọn lửa gọi ra những ví dụ về dục vọng (Sodom và Gomorrah của người đồng tính luyến ái và Pasiphaë của người dị tính). Những người đồng giới chạy ngược chiều với mặt trời, từ tây sang đông, tượng trưng cho tội lỗi của họ với thiên nhiên và Chúa, trong khi những người dị tính chạy từ đông sang tây, cùng với mặt trời. Việc Dante miêu tả những người đồng tính luyến ái như những linh hồn có khả năng cứu rỗi đặc biệt khoan dung trong khoảng thời gian đó và thường bị bỏ qua trong các minh họa sau này của Luyện ngục. Ngoài ra, mô tả này đánh dấu một sự khác biệt lớn so với Hoả Ngục, nơi Dante coi chế độ thống trị là tội lỗi của bạo lực thay vì tình yêu quá mức.
Khi gặp nhau, hai nhóm trao nhau một nụ hôn ngắn để chào hỏi và ra dấu hòa bình trước khi nhóm đồng giới tiếp tục và nhóm dị tính tiếp cận người hành hương. Người hành hương cầu nguyện cho cả hai nhóm được lên thiên đường và dừng lại để nói chuyện với Guido Guinizelli, người giải thích bản chất của phó tướng bị thanh trừng trên sân thượng này và gọi những người sodomites là những người "đã phạm tội mà Caesar ... từng nghe thấy mình bị khiển trách là 'Queen'", ám chỉ mối quan hệ đồng giới bị cáo buộc của Julius Caesar.

Ngay trước khi mặt trời lặn, các nhà thơ được chào đón bởi Thiên thần trinh khiết, người đã hướng dẫn họ đi qua bức tường lửa. Bằng cách nhắc nhở Dante rằng Beatrice có thể được tìm thấy ở Thiên đường trần gian ở phía bên kia, Virgil cuối cùng đã thuyết phục được Dante vượt qua ngọn lửa dữ dội. Sau khi các nhà thơ đi qua ngọn lửa, mặt trời lặn và họ nằm ngủ trên những bậc thang giữa sân thượng cuối cùng và Thiên đường trần gian. Trên những bậc thang này, ngay trước bình minh của sáng thứ Tư, Dante có giấc mơ thứ ba: hình ảnh của Leah và Rachel. Chúng là biểu tượng của đời sống Kitô hữu tích cực (không xuất gia) và chiêm niệm (tu viện), cả hai đều quan trọng.
... trong giấc mơ của tôi, tôi dường như nhìn thấy một người phụ nữ
vừa trẻ vừa đẹp; dọc theo một đồng bằng cô thu thập
hoa, và ngay cả khi cô ấy hát, cô ấy nói:
"Bất cứ ai hỏi tên tôi, hãy biết rằng tôi là Leah,
và tôi áp dụng bàn tay xinh xắn của mình vào thời trang
một vòng hoa tôi đã thu thập được.
Để tìm niềm vui trong tấm gương này, tôi
tô điểm cho mình; trong khi em gái tôi Rachel
không bao giờ bỏ rơi gương của cô ấy; cô ấy ngồi đó
cả ngày; cô ấy khao khát được nhìn thấy đôi mắt đẹp của cô ấy nhìn chằm chằm,
như tôi, để thấy tay tôi tô điểm, dài:

cô ấy bằng lòng với việc nhìn thấy, tôi với lao động."
Dante thức dậy lúc bình minh, và các nhà thơ tiếp tục đi hết quãng đường còn lại cho đến khi họ nhìn thấy Thiên đường trần gian (Canto XXVII).

### Phần thứ ba: Paradiso (Thiên đàng)

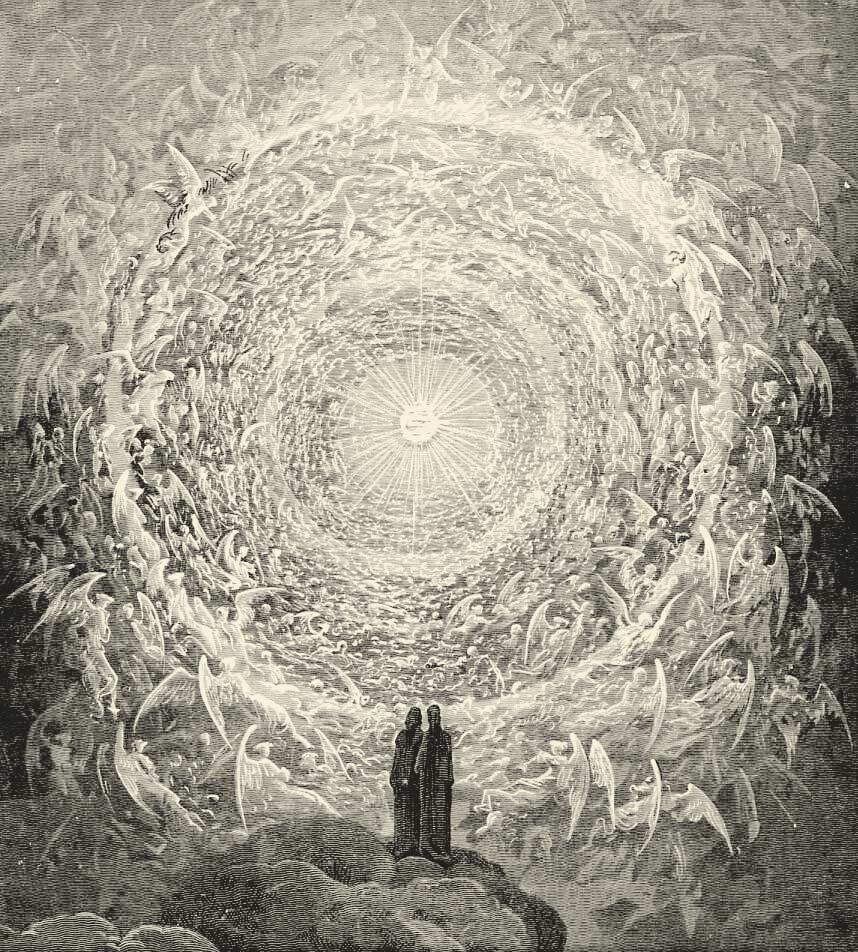
Tranh khắc gỗ của Gustave Doré, Thiên đường, Khổ 28; Dante và Beatrice thấy Thượng đế hiển hiện như một quầng sáng chói lọi, bao quanh bởi các thiên thần.

Thiên đường gồm chín tầng, mỗi tầng dành cho một loại người đã được Thượng đế tuyển chọn. Gặp Dante, Beatrice nói cho Dante biết muốn cứu vớt linh hồn Dante, nàng phải đưa Dante đi thăm và thấy tận mắt những kẻ phạm tội. Nàng trách chàng đã phạm nhiều lỗi lầm từ khi nàng qua đời và Dante thú nhận tội lỗi của mình. Matenda đem tắm cho Dante trong con sông Lete để cho chàng quên hết mọi việc. Beatrice lần lượt dẫn Dante qua chín tầng của Thiên đường. Trong khi đi, hai người trao đổi, bàn luận với nhau về những vấn đề thần học và triết học. Họ gặp các vị anh hùng, những người tử vì đạo, các vị tiến sĩ thần học của Giáo hội v.v. Thiên đường cũng như Địa ngục chứa đựng rất nhiều chi tiết ám dụ về tình hình chính trị đương thời. Một chiếc thang vàng đưa Dante lên bầu trời đầy sao. Nhà thơ ngây ngất chiêm ngưỡng chúa Giêsu và Đức mẹ đồng trinh. Beatrice trở về vị trí của nàng, còn Dante cảm thấy lâng lâng bay bổng trong tình yêu của Thượng đế.
Về mặt cấu trúc, trong khi Hỏa ngục và Luyện ngục được kết cấu xoay quanh phân loại tội lỗi, thì Thiên đường dựa trên bốn đức hạnh chính theo quan niệm Thiên chúa giáo (Thận trọng, Công bằng, Kiềm chế, Can đảm) và ba đức hạnh theo quan niệm thần học (Đức tin, Hy vọng và Tình yêu).

## Ý nghĩa và ảnh hưởng
Thần khúc là một tác phẩm được trao một sứ mạng lịch sử đặc biệt: nó là sự tổng hợp những kiến thức triết học và nghệ thuật của văn hóa Trung cổ, đồng thời nó cũng là cầu nối liền với văn hóa thời đại Phục hưng. Dấu ấn Trung cổ trong tác phẩm rất rõ nét, từ ý thức, niềm tin tôn giáo, quan điểm triết học đến cách thể hiện tượng trưng, ngụ ý, ẩn ý (số 3 tượng trưng cho Chúa trời ở 3 ngôi "tam vị nhất thể", số 9 là tuổi của Dante và Beatrice khi gặp nhau lần đầu, ba con thú tượng trưng cho ba tính xấu: ghen tị-kiêu ngạo-keo kiệt). Tính chất Phục hưng trong tác phẩm cũng khá nổi bật, đó là thái độ khẳng định và tôn vinh cuộc sống với những hoan lạc trần thế, niềm khát khao hiểu biết thế giới song hành với những ước mơ cuộc sống hạnh phúc, trong sạch, đẹp đẽ hiện hữu ở thế giới thực tại này chứ không phải là ở thế giới bên kia. Bằng nghệ thuật ngôn từ điêu luyện của tác giả thể hiện qua những câu thơ ngân nga như lời ca điệu nhạc, kết hợp với những yếu tố mới mẻ trong nội dung so với thời đại khiến tác phẩm được các nhà nghiên cứu sau này đánh giá cao, được coi như dấu hiệu báo trước cho sự xuất hiện của một nền văn học lớn thời đại Phục hưng sắp ra đời.
Tuy nhiên, tác phẩm này không phải luôn được coi trọng. Sau một thời gian dài được xem là một kiệt tác nghệ thuật trong suốt mấy thế kỷ , tác phẩm rơi vào quên lãng trong thời đại Kỷ nguyên Ánh sáng, chỉ trừ một vài trường hợp đặc biệt như khi Vittorio Alfieri và Antoine de Rivarol dịch nó sang tiếng Pháp, và khi Giambattista Vico, trong các tác phẩm Scienza nuova và Giudizio su Dante, tuyên phong Dante, mà sau này người ta gọi là sự ca ngợi lãng mạn nhất, đặt ông ngang hàng với nhà thơ Homer vĩ đại. Bản Thần kịch được "tái phát hiện" bởi họa sĩ, và là cây bút theo chủ nghĩa lãng mạn William Blake - người vẽ minh họa cho một số đoạn của bản trường ca. Một số tác giả như T. S. Eliot, Ezra Pound, Samuel Beckett, và James Joyce cũng lấy nguồn cảm hứng từ tác phẩm này. Nhà thơ Henry Wadsworth Longfellow là người Mỹ đầu tiên, cùng với những nhà thơ hiện đại khác, có thể kể đến Seamus Heaney, Robert Pinsky, John Ciardi, và W. S. Merwin, cho ra đời một số đoạn dịch lại từ tác phẩm. Ở nước Nga, ngoài bản dịch một số đoạn tam khúc nổi tiếng của Pushkin, các tác phẩm về sau của Osip Mandelstam được cho là mang dấu ấn của sự "trầm tư day dứt" của vở nhạc kịch.